# Mon Louis (Alabama)
Mon Louis est une communauté non incorporée du comté de Mobile et du bayou La Batre en Alabama.

## Géographie
La communauté de mon Louis est située juste au sud de l'embouchure de la rivière Fowl et de la baie de Mobile à une cinquantaine de kilomètres au sud-ouest de la ville portuaire de Mobile. Elle est située en face de l'île artificielle de Gaillard Island. LE village a donné son nom à l'île de Mon Louis Island.

## Histoire
Le 12 novembre 1710, l'explorateur et colon Nicolas Baudin, originaire de Montlouis en Touraine, et homonyme du célèbre Nicolas Baudin, qui s'était installé à Mobile en 1706, prend possession du territoire de "Grosse Pointe" lors de la colonisation du fleuve Mississippi par l'explorateur Pierre Le Moyne d'Iberville (1661-1706) qui reconnut cette région méridionale de la Louisiane française.
Nicolas Baudin nomma cette île, connue sous le nom de « Grosse Pointe », « Mon Louis » en l'honneur à la fois de son fils, Louis Alexandre Baudin, connu sous l'appellation de « Mon Louis » et en mémoire de sa ville natale de Montlouis-sur-Loire.